# Undercover
«Undercover» —en español, «Encubierto»— es una canción de la cantante norteamericana Selena Gomez, incluida en su primer álbum de estudio como solista «Stars Dance» (2013), la cual fue publicada a través del sello discográfico Hollywood Records. La canción fue escrita por Niles Hollowell, Lindy Robins, Rome Ramirez y producida por The Cataracs. La canción habla sobre «un amor prohibido con intensiones sexuales». 
A demasiadas personas les gustó el tema, y querían que Gomez lo lanzase como tercer sencillo del álbum, pero no lo fue. Todos creyeron que lo iba a hacer cuando Selena publicó una foto en su cuenta oficial de Instagram en marzo de 2014 a la que adjuntó la descripción Secret Project. La mayoría de la gente pensó que era una imagen del vídeo de la canción, pero resultó que era de la nueva canción de Gomez «The Heart Wants What It Wants» (2014), que se estrenó en noviembre para su primer álbum recopilatorio «For You» (2014).
- Datos: Q20644557